# Леонтьев, Сергей Александрович
Сергей Александрович Леонтьев (25 мая 1965, Горький) — советский и российский футболист, нападающий, полузащитник. Судья по футболу республиканской категории, детский тренер.

## Биография
Начинал заниматься футболом на сормовском стадионе «Труд» в 9 лет. Воспитанник ДЮСШ «Красное Сормово», первый тренер Ливерий Носков. В 16 лет был приглашён на предсезонные сборы в «Волгу» Горький. В 1981—1983 годах за команду во второй лиге провёл 10 матчей. Весной 1984 года Леонтьев ушёл служить в армию, и в том же году команда была расформирована. Во время службы в танковых войсках под Ковровом играл на первенство Вооруженных сил, затем служил в Москве.
Вернувшись из армии, играл на первенство города и области. В 1987 году перешёл в новообразованный горьковский «Локомотив», в составе которого провёл два сезона во второй лиге. Затем получил травму. Полгода восстанавливался, поступил на заочное отделение института физкультуры имени Лесгафта, поработал грузчиком в магазине. Играл за команду «Красная Этна» в первенстве Горьковской области. Выступал во второй низшей лиге за «Знамя» Арзамас (1990—1991) и «Торпедо» Арзамас во второй российской лиге в первой половине 1992 года. Полтора года отыграл в «Химике» Дзержинск.
По приглашению второго тренера Александра Платонычева, с которым играл в Арзамасе, в 1993 году перешёл в клуб чемпионата Казахстана «Горняк» Хромтау. За полтора года стал кандидатом в сборную Казахстана, получил приз за лучший гол чемпионата. После сильного удара в поясницу получил смещение позвоночного хряща и через несколько месяцев завершил профессиональную карьеру. В 1996—1998 годах играл за «Водник» Бор.
В 1996—2006 годах работал футбольным судьёй, в основном боковым. Единственный матч в первом дивизионе в качестве главного арбитра провёл 21 августа 1999 года («Анжи» — «Томь» 1:0), когда назначенный на игру Тарас Безубяк не долетел до Дагестана. Обслуживал в качестве главного судьи чемпионат России по мини-футболу. Затем — матчи чемпионата Нижегородской области по футболу.
Детский тренер в «Искре», ДЮЦ «Сормово».